# Ballao
Ballao is een gemeente in de Italiaanse provincie Zuid-Sardinië (regio Sardinië) en telt 963 inwoners (31-12-2004). De oppervlakte bedraagt 46,7 km², de bevolkingsdichtheid is 21 inwoners per km².

## Demografie
Ballao telt ongeveer 370 huishoudens. Het aantal inwoners daalde in de periode 1991-2001 met 10,6% volgens cijfers uit de tienjaarlijkse volkstellingen van ISTAT.
| Jaar | Inwoneraantal |
| ---- | ------------- |
| 1991 | 1086          |
| 2001 | 971           |

## Geografie
De gemeente ligt op ongeveer 98 m boven zeeniveau.
Ballao grenst aan de volgende gemeenten: Armungia, Escalaplano (NU), Goni, Perdasdefogu (OG), San Nicolò Gerrei, Silius, Villaputzu.